# Donald Tardy
Donald Tardy (28 gennaio 1970) è un batterista statunitense, dal 1984 membro della band death metal Obituary, di cui fa parte anche il fratello John Tardy.